# Martin Bernburg
Martin Bernburg est un footballeur danois, né le 26 décembre 1985 à Copenhague au Danemark. Il évolue comme attaquant.

## Biographie

### En sélection
Martin Bernburg obtient sa première sélection le 10 septembre 2008 contre le Portugal. Il rentre à 2 minutes de la fin de ce match qualificatif pour la Coupe du monde 2010 afin de préserver la victoire (3-2) de son équipe.
Il marque son premier but international lors d'une victoire (3-1) en match amical contre les États-Unis le 18 novembre 2009.